# ميلان فوتشيتشفيتش
ميلان فوتشيتشفيتش مواليد 20 يوليو 1985 في بلغراد، جمهورية صربيا الاشتراكية، هو لاعب كرة سلة صربي. بدأ مسيرته الاحترافية في سنة 2008. يبلغ طوله 6 قدم 10 بوصة (2.1 م). لعب مع نادي بوديفلنيك لكرة السلة وأيه إي كي لارنكا.